# Mário Reis
Mário Domingos da Silva Reis (Porto, 25 giugno 1947) è un allenatore di calcio ed ex calciatore portoghese, di ruolo centrocampista.

## Palmarès

### Allenatore
- Coppa del Portogallo: 1

Boavista: 1996-1997
- Supercoppa di Portogallo: 1

Boavista: 1997